# Banova Jaruga
Banova Jaruga je vesnice v Chorvatsku v Sisacko-moslavinské župě, spadající pod opčinu města Kutina. Nachází se asi 8 km jihovýchodně od Kutiny. Žije zde 605 obyvatel. V roce 1991 bylo 3,63 % obyvatel (27 z tehdejších 743 obyvatel) české národnosti.
U vesnice se nachází stejnojmenné jezero.

## Sousední sídla
| Růžice kompasu |            | Zbjegovača    |          | Růžice kompasu |
| Růžice kompasu | Piljenice  | Sever         | Međurić  | Růžice kompasu |
| Růžice kompasu | Piljenice  | Banova Jaruga | Međurić  | Růžice kompasu |
| Růžice kompasu | Piljenice  | Jih           | Međurić  | Růžice kompasu |
| Růžice kompasu | Lipovljani | Krivaj        | Jamarica | Růžice kompasu |